# Експеримент Мілґрема

Експериментатор (E) вимагав від «вчителя» (T) давати «учневі» (L) прості завдання на запам'ятовування і при кожній помилці «учня» натискати на кнопку, нібито карає «учня» ударом струму (насправді актор, що грав «учня», тільки вдавав, що отримує удари). Почавши з 15 вольтів, «вчитель» з кожною новою помилкою повинен був збільшувати напругу на 15 вольтів аж до 450 вольт

ів
Експериме́нт Мі́лґрема — серія класичних експериментів з соціальної психології, які провів Стенлі Мілґрем — психолог із Єльського університету, в якому була показана готовність учасників підкорятись «керівнику» і виконувати накази, навіть якщо їхня совість протестує. Мілґрем вперше описав свої дослідження в 1963 році в статті опублікованій в журналі Journal of Abnormal and Social Psychology і пізніше глибше обдумав свої висновки в 1974 в книзі Obedience to Authority: An Experimental View.
Експеримент почався в липні 1961, три місяці після того, як почався процес над нацистським військовим злочинцем Адольфом Ейхманом в Єрусалимі. Мілґрем задумав експеримент, щоб дати відповідь на питання: «Чи міг Ейхман і мільйони його спільників по Голокосту просто виконувати накази? Чи можемо ми їх всіх називати спільниками?»
У 2008 році американські дослідники повторили експеримент і отримали такі самі результати.
У 2015 році Майкл Алмерейда зняв фільм «Експериментатор».

## Експеримент

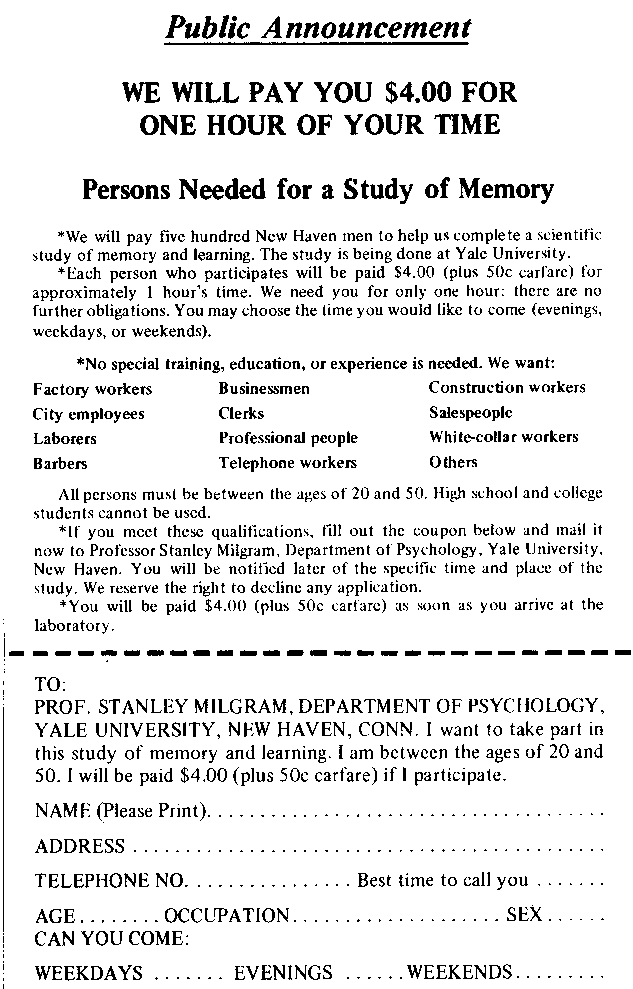
Оголошення про набір учасників експерименту.

В експерименті беруть участь три людини: експериментатор, досліджуваний (доброволець) і актор, який вдає іншого досліджуваного. Ці три людини виконують три різні ролі: Експериментатор (авторитетна роль), Вчитель (має підкорятися наказам експериментатора) та Учень (одержує стимули від Вчителя). Доброволець та актор отримують згорнуті аркуші паперу, щоб визначити їхні ролі нібито за жеребом, але насправді на обох написано «Вчитель». Актор завжди стверджує, що на його аркуші написано «Учень», що гарантує, що досліджуваний завжди буде «Вчителем». Після цього «Вчитель» і «Учень» ідуть до різних кімнат, де вони можуть спілкуватися, але не бачать один одного. За однією з версій експерименту, актор має перед цим сказати досліджуваному, що у нього хвороба серця.
«Вчитель» отримує незначний електричний шок від електрошокового генератора як зразок того шоку, який «Учень» приблизно буде отримувати в ході експерименту. Після цього «Вчитель» отримує список пар слів, яких він повинен навчити «Учня». «Учитель» починає з читання списку пар слів «Учню». Після цього Вчитель говорить перше слово кожної пари і читає чотири варіанти відповіді. Учень має натиснути кнопку, щоб обрати свою відповідь. Якщо відповідь хибна, Вчитель натиснувши певну кнопку електрошокового генератора вдарить учня струмом. Після кожної неправильної відповіді Вчитель має збільшувати напругу на 15 вольтів. Якщо ж відповідь правильна, вчитель переходить до наступного питання.
Досліджувані вважають, що за кожну неправильну відповідь, Учень отримує справжні удари струмом. Насправді, жодних електричних ударів нема. Після розведення досліджуваного і актора по різних кімнатах, актор вмикає магнітофон, під'єднаний до електрошокового генератора, який грає попередньо записані звуки для кожного рівня шоку. Після низки збільшень сили струму, актор починає барабанити в стіну, яка відділяє його від досліджуваного. Після декількох ударів об стіну і скарг на сердечну хворобу, «Учень» припиняє відповідати на питання.
На цьому етапі, багато людей заявляли про своє бажання припинити експеримент і перевірити стан Учня. Деякі досліджувані зупинилися на 135 вольтах і починали сумніватися в меті експерименту. Більшість продовжувало, переконані, що вони не будуть нести відповідальність. Кілька досліджуваних почали нервово сміятися чи виявляти інші ознаки крайнього стресу, коли вони чули крики болю Учня.
Якщо в певний час досліджуваний висловлював бажання зупинити експеримент, експериментатор відповідав по черзі однією з таких фраз (саме в такому порядку):
1. Будь ласка, продовжуйте.
2. Для експерименту необхідно, щоб ви продовжували.
3. Абсолютно необхідно, щоб ви продовжували.
4. У вас немає іншого вибору, ви повинні продовжувати.

Якщо досліджуваний хотів зупинитися навіть після четвертої фрази, експеримент припинявся. В іншому випадку, експеримент припинявся коли досліджуваний давав максимальну (450 вольтів) травму «Учню» три рази поспіль.
Експериментатор також відповідав спеціальними заготовленими фразами, якщо Вчитель висловлював конкретні зауваження. Якщо досліджуваний запитує, чи може «Учню» бути завдано незворотної фізичної шкода, експериментатор відповідав: «Хоча шок може бути болісним, немає жодного постійного ушкодження тканин, тому, будь ласка, продовжуйте.» Якщо Вчитель казав, що Учень явно хоче зупинити експеримент, експериментатор відповідав: «Чи подобається це учню, чи ні, Ви повинні продовжувати, поки він не вивчить усі пари слів правильно, тому, будь ласка, продовжуйте.»

## Результати

Результати експерименту у відсотках.

В одній серії дослідів основного варіанту експерименту 26 досліджуваних з 40, замість того щоб змилосердитися над жертвою, продовжували збільшувати напругу (до 450 В) до тих пір, поки дослідник не віддавав розпорядження закінчити експеримент. Лише п'ятеро досліджуваних (12,5 %) зупинилися на напрузі в 300 В, коли в жертви з'явилися перші ознаки невдоволення (стукіт у стіну) і відповіді перестали надходити. Ще четверо (10 %) зупинилися на напрузі 315 В, коли жертва вдруге стукала в стіну, не даючи відповіді. Двоє (5 %) відмовилися продовжувати на рівні 330 В, коли від жертви перестали надходити як відповіді, так і стуки. По одній людині — на трьох наступних рівнях (345 В, 360 В і 375 В) . Решта 26 з 40 дійшли до кінця шкали.

## Фальсифікація
У 2017 році двоє вчених з американського і німецького університетів після детального прочитання інтерв'ю учасників експерименту, які були записані відразу ж після проведення, визначили, що 72 % тих, хто дотиснув ручку, знали про те, що насправді вони не завдають болю. Про це вони здогадалися самі, оскільки не повірили, що хтось дозволить вдаряти настільки сильним розрядом струму живу людину. Ці інтерв'ю не враховувалися у висновках експерименту. Таким чином Мілґрем не правильно інтерпретував результати, оскільки досліджувані повністю розуміли, що їх обманюють і просто грали на публіку.

## Висновки
На думку Мілгрема, отримані дані свідчать про наявність цікавого феномена: «це дослідження засвідчило надзвичайно високу готовність нормальних дорослих людей йти невідомо як далеко, дотримуючись вказівок авторитету».